# Dũng-Lạc Szent András
Dũng-Lạc Szent András (vietnámi nyelven: Anrê Trần An Dũng) (Bac-Ninh, Észak-Vietnám 1795 – Hanoi, 1839. december 21.) vietnámi egyházmegyés pap nevét a római naptár a 127 vietnámi vértanú képviselőjeként említi.

## Élete
Szüleivel 12 éves korában költözött Hanoiba. Ott találkozott egy katekistával, aki szállást, élelmet és keresztény tanítást biztosított három éven keresztül. Vinh-Triben keresztelték meg, ekkor kapta az András nevet. Megtanulta a kínai és a latin nyelvet, majd ő is katekista lett. Teológiai tanulmányokból vizsgázva 1823. március 15-én pappá szentelték. Ke-Dâmban lett plébános, ahol sokan követték a keresztényi úton. 1835-ben Minh-Mang (1820–1840) uralkodása idején bebörtönözték, de gyülekezete pénzzel kiváltotta a fogságából. Elváltoztatott néven (Dũng helyett Lạc) rejtőzködött az üldözés elől, de 1839. november 10-én Peter Thi gyóntatójával együtt ismét letartóztatták. Pénzzel újra kiszabadultak a fogságból, de mindkettőjüket hamarosan elfogták. Hanoiba szállították őket, ahol borzalmasan megkínozták, majd 1839. december 21-én lefejezték a két papot. 

## Szentté avatása
Andrást 1900. május 27-én boldoggá avatták. Szentté avatását II. János Pál pápa végezte 1988. június 19-én Rómában. A római kalendárium által említett 127 szent emléknapját november 24-én ünneplik.